# John Engler
Pour les articles homonymes, voir Engler.
John Mathias Engler, né le 12 octobre 1948 à Mount Pleasant (Michigan), est un homme politique américain. Membre du Parti républicain, il est gouverneur du Michigan du 1er janvier 1991 au 1er janvier 2003.

## Biographie

### Jeunesse
John Engler grandit dans le comté d'Isabella, dans la partie centrale du Michigan. Il est diplômé de l'université d'État du Michigan en 1970.

### Engagement politique
Entrant en 1971 à la Chambre des représentants du Michigan pour le 100e district pour un mandat de deux ans, il est élu du 89e district en 1973 pour trois mandats. En 1979, il devient élu du 36e district au Sénat du Michigan pour un mandat de quatre ans, avant d'être élu dans le 35e district pour deux mandats supplémentaires. Durant ses six dernières années, de 1984 à 1990, il est chef de la majorité au Sénat.
En 1990, Engler défait de peu James Blanchard, candidat du Parti démocrate, pour le gouvernorat du Michigan, par 49,8 % des voix contre 49,1 %. Quatre ans plus tard, il remporte largement un deuxième mandat par 61,5 % des voix contre 38,5 % pour Howard Wolpe, avec qui Debbie Stabenow, future sénatrice des États-Unis, concourt pour le poste de lieutenant-gouverneur. En 1998, il gagne un troisième mandat en remportant 62,2 % des suffrages contre 37,8 % à Geoffrey Fieger. Il ne se présente pas à un quatrième mandat en 2002.